# Eurimages
Activ din 1989, Eurimages a fost înființat ca un fond de sprijin cultural al Consiliului Europei. Eurimages promovează filmarea independentă, oferind sprijin financiar filmelor de ficțiune, animație și documentare de lungmetraj. În acest sens, încurajează cooperarea între profesioniștii stabiliți în diferite țări. Eurimages are sediul în Strasbourg, Franța. Birourile Eurimages se află în clădirea Agora a Consiliului Europei. 
Actuala președintă a Eurimages este Catherine Trautmann. 

## Scop
Fondul a fost creat în 1988 în cadrul Consiliului Europei, sub forma unui acord parțial, în baza rezoluției Comitetului Miniștrilor (88) 15, cu un buget independent de 21 M €. În prezent (din octombrie 2019) numără 38 din cele 47 de state membre ale organizației cu sediul la Strasbourg, plus Argentina și Canada ca membri asociați. Aceste state membre sunt: Albania, Armenia, Austria, Belgia, Bosnia și Herțegovina, Bulgaria, Canada, Croația, Cipru, Republica Cehă, Danemarca, Estonia, Finlanda, Franța, Georgia, Germania, Grecia, Ungaria, Islanda, Irlanda, Italia, Letonia, Lituania, Luxemburg, Muntenegru, Olanda, Macedonia de Nord, Norvegia, Polonia, Portugalia, România, Federația Rusă, Serbia, Republica Slovacă, Slovenia, Spania, Suedia, Elveția și Turcia. 
Eurimages își propune să promoveze industria cinematografică europeană, încurajând producția și distribuția de filme și favorizând cooperarea între profesioniști. Eurimages are un scop cultural clar și este complementar cu programul Media al Uniunii Europene, care are un scop industrial. Eurimages are patru scheme de sprijin: coproducție de lungmetraj, promovarea coproducției, distribuția cinematografică (care va fi suspendată după 2020 în forma sa actuală) și expoziție. Eurimages promovează filmarea independentă printr-o serie de acorduri de colaborare cu diverse festivaluri și piețe de film și a adoptat, de asemenea, o strategie pentru promovarea egalității de gen în industria cinematografică. 

## Filme promovate
Exemple de filme promovate de Eurimages:
- Europa (1991)
- Trei Culori: Albastru (1993)
- Regina Margot (1994)
- O vară de neuitat (1994)
- Orașul copiilor pierduți (1995)
- Underground (1995)
- La Promesse (1996)
- Viața mea în roz (1997)
- Rază de soare (1999)
- Profesoara de pian (2001)
- Fellini: Je suis un grand menteur (2002)
- Filantropica (2002)
- Panglica albă (The White Ribbon) (2002)
- The Story of Marie and Julien (2003)
- Parfumul: povestea unei crime (2006)
- The Man from London (A londoni férfi)  (2007)
- Elizabeth de Bathory, contesa însângerată (2008)
- Enter the Void (2009)
- Sfântul Gheorghe împușcă balaurul (2009)
- Metropia (2009)
- Honey (2010)
- Calul din Torino (2011)
- The Man Who Killed Don Quixote (2018)